# Crawford County (Michigan)
Crawford County ist ein County im Bundesstaat Michigan der Vereinigten Staaten. Der Verwaltungssitz (County Seat) ist Grayling. Das U.S. Census Bureau hat bei der Volkszählung 2020 eine Einwohnerzahl von 12.988 ermittelt.

## Geographie
Das County liegt im mittleren Norden der Unteren Halbinsel von Michigan und hat eine Fläche von 1459 Quadratkilometern, wovon 14 Quadratkilometer Wasserfläche sind. Es grenzt im Uhrzeigersinn an folgende Countys: Otsego County, Oscoda County, Roscommon County und Kalkaska County.

## Geschichte
Crawford County wurde 1840 aus Teilen des Mackinac County und freiem Territorium als Shawano County gebildet. 1843 wurde es in den heutigen Namen umbenannt. Benannt wurde es nach dem Fort Crawford in Wisconsin, welches nach dem Politiker William H. Crawford benannt wurde.
Drei Bauwerke des Countys sind im National Register of Historic Places eingetragen (Stand 23. November 2017).

## Demografische Daten

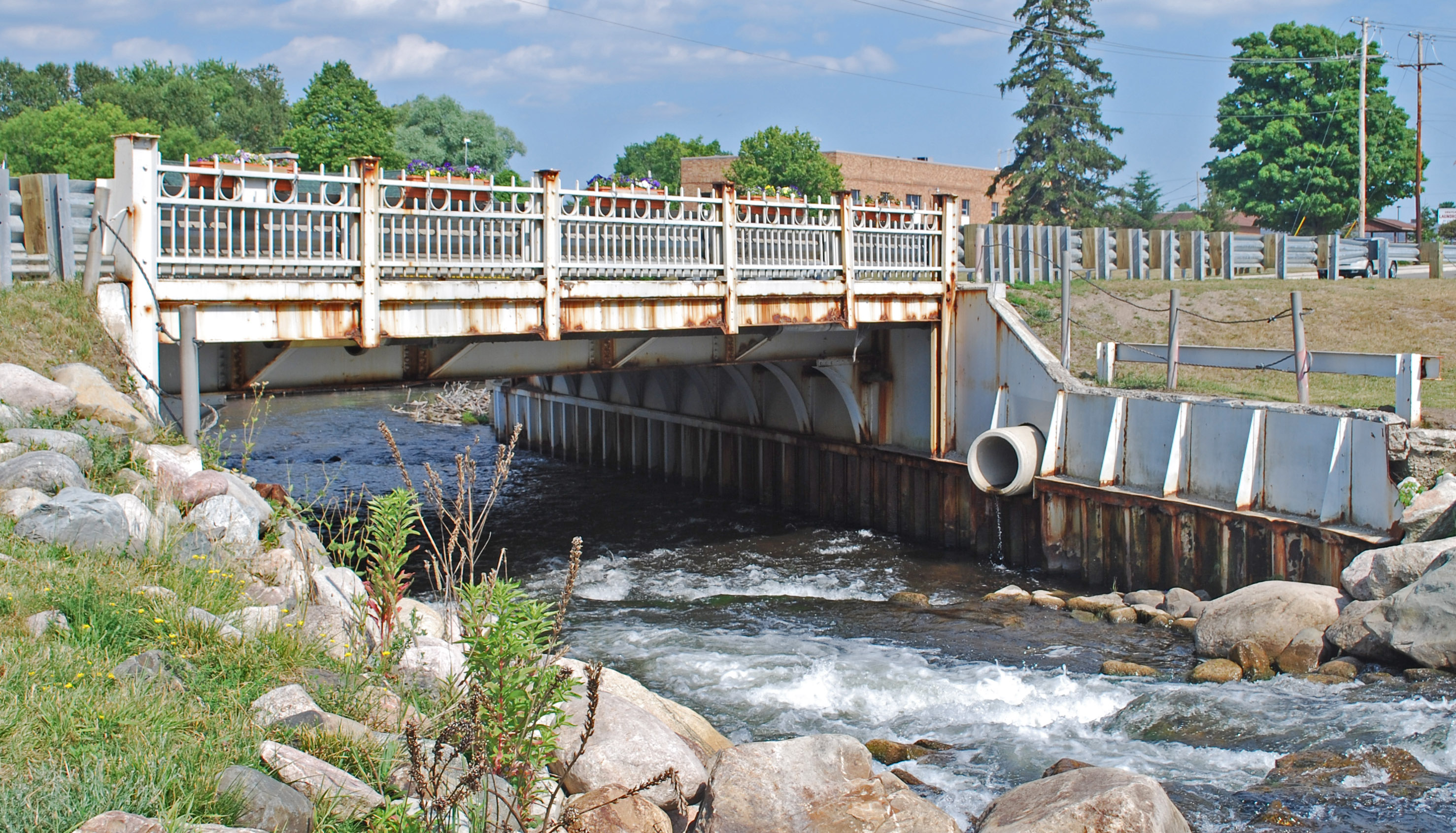
M-72-Au Sable River Bridge über den Au Sable River, nahe Grayling, gelistet im NRHP

Nach der Volkszählung im Jahr 2000 lebten im Crawford County 14.273 Menschen in 5.625 Haushalten und 4.038 Familien. Die Bevölkerungsdichte betrug 10 Einwohner pro Quadratkilometer. Ethnisch betrachtet setzte sich die Bevölkerung zusammen aus 96,38 Prozent Weißen, 1,50 Prozent Afroamerikanern, 0,60 Prozent amerikanischen Ureinwohnern, 0,25 Prozent Asiaten, 0,02 Prozent Bewohnern aus dem pazifischen Inselraum und 0,20 Prozent aus anderen ethnischen Gruppen; 1,05 Prozent stammten von zwei oder mehr Ethnien ab. 0,99 Prozent der Bevölkerung waren spanischer oder lateinamerikanischer Abstammung.
Von den 5.625 Haushalten hatten 30,0 Prozent Kinder unter 18 Jahren, die bei ihnen lebten. 57,6 Prozent waren verheiratete, zusammenlebende Paare, 9,7 Prozent waren allein erziehende Mütter und 28,2 Prozent waren keine Familien. 24,0 Prozent waren Singlehaushalte und in 10,5 Prozent lebten Menschen im Alter von 65 Jahren oder darüber. Die Durchschnittshaushaltsgröße betrug 2,45 und die durchschnittliche Familiengröße lag bei 2,87 Personen.
24,5 Prozent der Bevölkerung waren unter 18 Jahre alt. 6,3 Prozent zwischen 18 und 24 Jahre, 26,6 Prozent zwischen 25 und 44 Jahre, 26,0 Prozent zwischen 45 und 64 Jahre und 16,6 Prozent waren 65 Jahre oder älter. Das Durchschnittsalter betrug 41 Jahre. Auf 100 weibliche Personen kamen 104 männliche Personen. Auf 100 Frauen im Alter von 18 Jahren und darüber kamen statistisch 100,4 Männer.
Das jährliche Durchschnittseinkommen eines Haushalts betrug 33.364 USD, das Durchschnittseinkommen einer Familie 37.056 USD. Männer hatten ein Durchschnittseinkommen von 31.504 USD, Frauen 21.250 USD. Das Prokopfeinkommen betrug 16.903 USD. 10,0 Prozent der Familien und 12,7 Prozent der Bevölkerung lebten unterhalb der Armutsgrenze.

## Orte im County
- Bucks
- Danish Landing
- Deerheart Valley
- Deward
- Eldorado
- Five Corners
- Frederic
- Grayling
- Ishaward
- Lake Margrethe
- Lovells
- McIntyre Landing
- Pere Cheney
- Rasmus
- Skyline Village
- Wildwood

Townships
- Beaver Creek Township
- Frederic Township
- Grayling Charter Township
- Lovells Township
- Maple Forest Township
- Solon Township